# 10563 Izhdubar
10563 Izhdubar eller 1993 WD är en asteroid i huvudbältet som upptäcktes den 19 november 1993 av det amerikanska astronom paret Eugene M. och Carolyn S. Shoemaker vid Palomar-observatoriet. Den är uppkallad efter solguden Izhdubar.
Den tillhör asteroidgruppen Apollo.